# Collégien
Collégien este o comună franceză situată în departamentul Seine-et-Marne, în regiunea Île-de-France.

## Geografie

### Localizare
Localitatea este situată la aproximativ 2,9 km pe șosea la sud-est de Torcy.

### Comune limitrofe
| Torcy             |  | Bussy-Saint-Martin          |
|                   |  | Bussy-Saint-Georges         |
| Croissy-Beaubourg |  | Ferrières-en-Brie Pontcarré |

### Geologie și relief
Altitudinea localității variază între 82 de metri și 116 metri în punctul cel mai înalt, centrul satului situându-se la aproximativ 104 metri altitudine (primăria). Localitatea este clasificată în zona de seismicitate 1, corespunzătoare unui risc seismic foarte scăzut.

### Hidrografie
Rețeaua hidrografică a comunei este alcătuită din două cursuri de apă înregistrate:
- Șanțul 01 al comunei Ferrières-en-Brie, cu o lungime de 1,90 km, situat la limita sud-estică a localității[7], afluent al pârâului Brosse[8] ;
- Canalul 01 al comunei Pontcarré, cu o lungime de 2,18 km[9], care se varsă în râul Morbras[10].

Lungimea totală a cursurilor de apă de pe teritoriul comunei este de 1,18 km.

### Climă
În 2010, clima comunei este de tip oceanic degradat al câmpiilor din Centru și Nord, conform unui studiu al Centrului Național de Cercetare Științifică (CNRS) bazat pe o serie de date care acoperă perioada 1971-2000. În 2020, Météo-France publică o tipologie a climei Franței metropolitane, în care comuna este expusă unei clime oceanice alterate și se află în regiunea climatică Nord-Vest a bazinului Parisian, caracterizată printr-o pluviometrie redusă, în special primăvara (120–150 mm) și o iarnă rece (3,5 °C).
Pentru perioada 1971-2000, temperatura anuală medie este de 11 °C, cu o amplitudine termică anuală de 14,9 °C. Cumulul anual mediu de precipitații este de 711 mm, cu 10,9 zile de precipitații în ianuarie și 7,8 zile în iulie. Pentru perioada 1991-2020, temperatura medie anuală observată la stația meteorologică Météo-France cea mai apropiată, situată în comuna Torcy la 2 km distanță, este de 12,1 °C, iar cumulul anual mediu de precipitații este de 716,4 mm.
Pentru viitor, parametrii climatici estimati pentru comună pentru anul 2050, conform diferitelor scenarii de emisii de gaze cu efect de seră, pot fi consultati pe un site dedicat publicat de Météo-France în noiembrie 2022.

### Mediile naturale și biodiversitatea

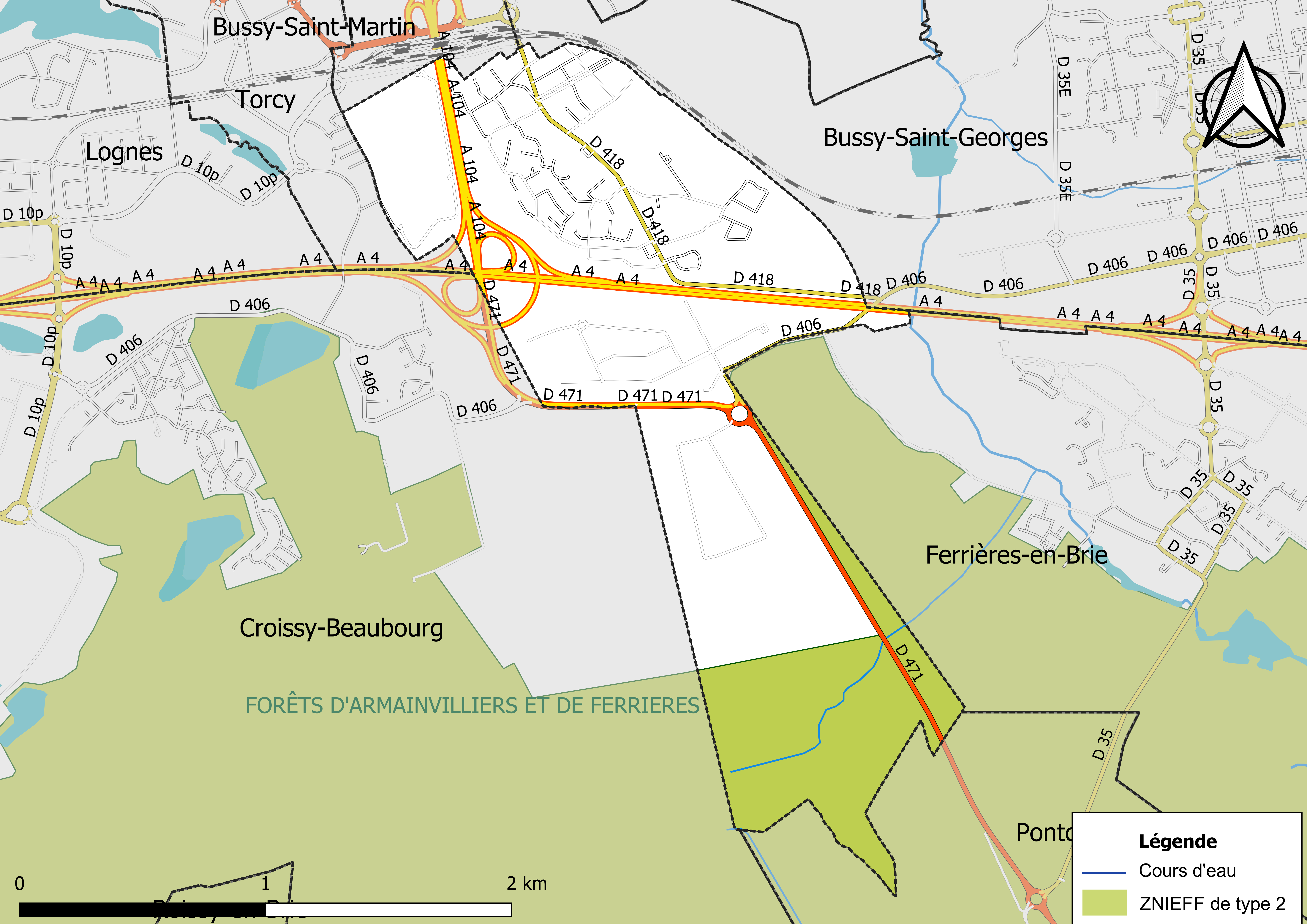
Hartă a zonelor ZNIEFF de tip 2 situate pe teritoriul comunei.

Inventarul zonelor naturale de interes ecologic, faunistic și floristic (ZNIEFF)) are ca obiectiv realizarea unei acoperiri a celor mai valoroase zone din punct de vedere ecologic, în principal în scopul îmbunătățirii cunoașterii patrimoniului natural național și al furnizării unui instrument de sprijin pentru factorii decidenți în integrarea aspectelor de mediu în amenajarea teritoriului.
Teritoriul comunei Collégien cuprinde o zonă ZNIEFF de tip 2, intitulată „pădurile Armainvilliers și Ferrières” (5.682,94 ha), care se întinde pe teritoriul a 12 comune din departament.

## Urbanism

### Tipologie
La 1 ianuarie 2024, Collégien este clasificată drept centură urbană, conform noii grile comunale de densitate în șapte niveluri, definită de INSEE (Institutul Național de Statistică și Studii Economice) în 2022. Aceasta aparține unității urbane a Parisului, o aglomerație inter-departamentală care cuprinde 407 comune, dintre care face parte ca o comună din suburbii. În plus, comuna face parte din aria metropolitană a Parisului, fiind una dintre comunele de la periferie, această zonă reunind 1.929 de comune.

### Ocuparea terenurilor
Utilizarea terenurilor din comună, conform bazei de date europene privind ocuparea biofizică a solurilor Corine Land Cover (CLC), se caracterizează printr-o proporție ridicată a teritoriilor artificializate (55,9 % în 2018), în creștere față de anul 1990 (40,9 %). Repartiția detaliată în 2018 este următoarea: zone industriale sau comerciale și rețele de comunicație (31,3 %), păduri (27,2 %), zone urbanizate (24,6 %), terenuri arabile (16,8 %).

### Căi de comunicație
Comuna se află în centrul unei rețele de infrastructuri: autostrada A4 la sud și autostrada A104 la vest.

## Toponimie
Numele localității este menționat sub diferite forme de-a lungul timpului: Villa que Curlogen nominatur în 1197; In pago Parisiensi, Corlogen și Ecclesia de Collo Longen în secolul al XII-lea; Colegien în 1209; Collegio în 1265; Curatus de Collegeyo în 1352; College în 1507; Collegien en Brye în 1518; Collegien en Brie în 1666.

## Populația și societatea

### Date demografice
Evoluția numărului de locuitori este cunoscută prin recensămintele populației efectuate în comună începând din 1793. Pentru comunele cu mai puțin de 10 000 de locuitori, un recensământ al întregii populații este realizat la fiecare cinci ani, populațiile legale pentru anii intermediari fiind estimate prin interpolare sau extrapolare.
În 2022, comuna număra 3 332 locuitori, în scădere cu -2,34 % față de 2016 (Seine-et-Marne: +3,92 %, Franța fără Mayotte: +2,11 %).
| An        | 1793 | 1806 | 1841 | 1861 | 1876 | 1886 | 1901 | 1921 | 1936 | 1962 | 1982 | 2006  | 2014  | 2022  |
| --------- | ---- | ---- | ---- | ---- | ---- | ---- | ---- | ---- | ---- | ---- | ---- | ----- | ----- | ----- |
| Populație | 139  | 140  | 162  | 160  | 179  | 168  | 162  | 157  | 146  | 215  | 818  | 3 191 | 3 329 | 3 332 |

## Cultură locală și patrimoniu

### Locuri și monumente

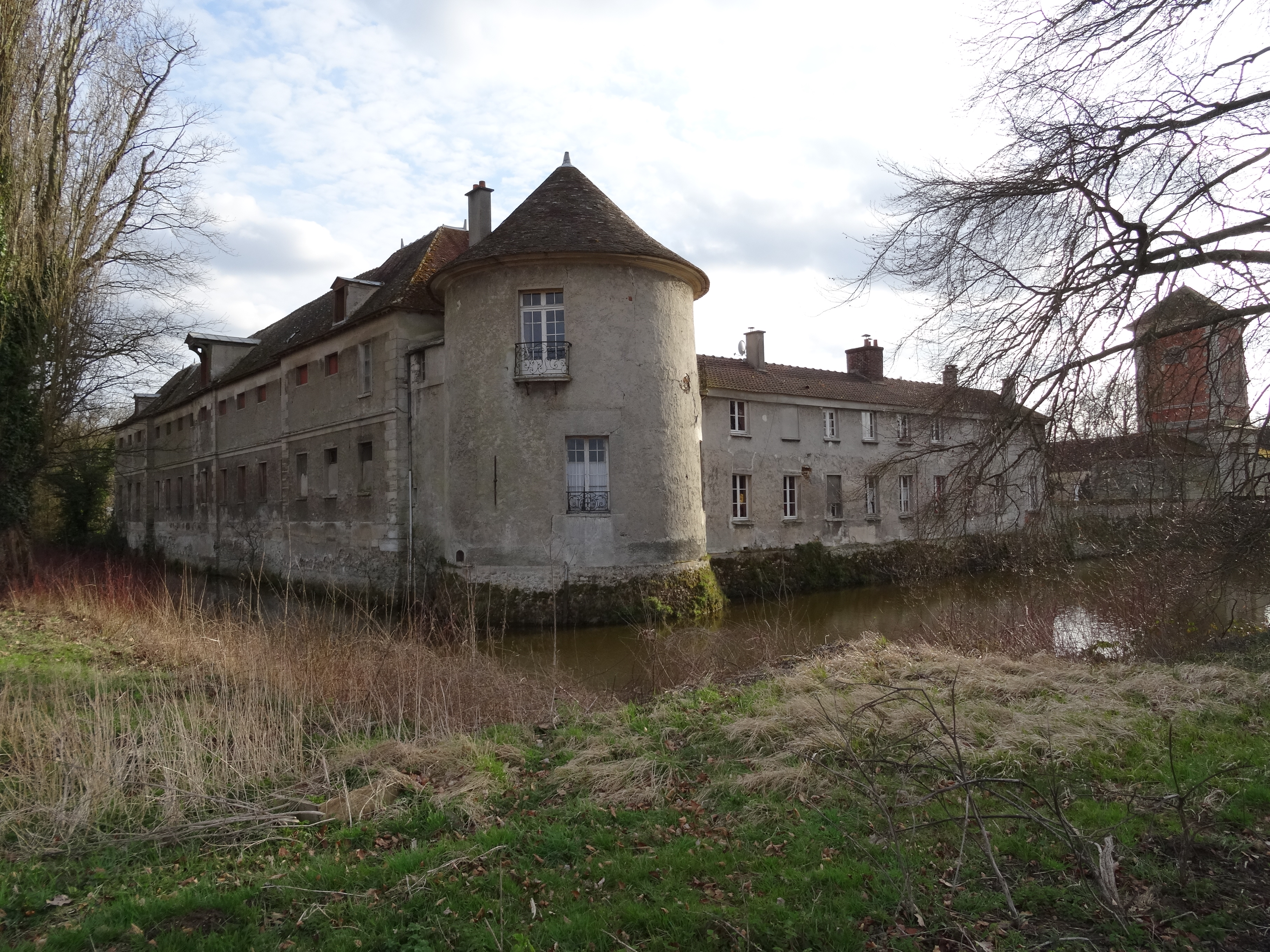
Ferma Lamirault.

#### Ferma de la Lamirault
- Această fermă fortificată se întinde pe teritoriul comunelor Collégien și Croissy-Beaubourg.
- Are particularitatea de a fi înconjurată de șanțuri, menționate încă din secolul al XIV-lea.
- A servit drept reședință seniorială în secolul al XVII-lea, iar mai târziu a fost achiziționată de Joseph Fouché, care a transformat castelul într-o fermă. Clădirea a fost ulterior cumpărată de James de Rothschild.
- Edificiul este inscris în lista monumentelor istorice[43].

#### Ferma din Collégien
- Această fermă, reabilitată în prezent pentru a găzdui primăria și diverse echipamente publice, a fost o fostă proprietate a abației Montmartre. Alături de ea, anumite case rurale din centrul localității fac parte din patrimoniul construit, având o valoare arhitecturală reală.

#### Biserica Saint-Rémi
- A fost reconstruită în întregime în secolul al XVI-lea și restaurată la sfârșitul secolului al XIX-lea.

### Personalități
- Joseph Fouché (1759–1820), om politic francez, a fost proprietarul domeniului Lamirault.